# 断节莎
断节莎（学名：Cyperus odoratus）为莎草科莎草属下的一个种。